# Limburgse vlaai
Limburgse vlaai, ou simplesmente vlaai, é um tipo de torta macia tradicional do Limburgo holandês e belga. As vlaaien se diferem de tortas normais por serem feitas a partir de massa fermentada.     
Em 2017, a receita foi escolhida para representar a região do Limburgo em uma série de selos promocionais feitos pelo correio dos Países Baixos.

## História

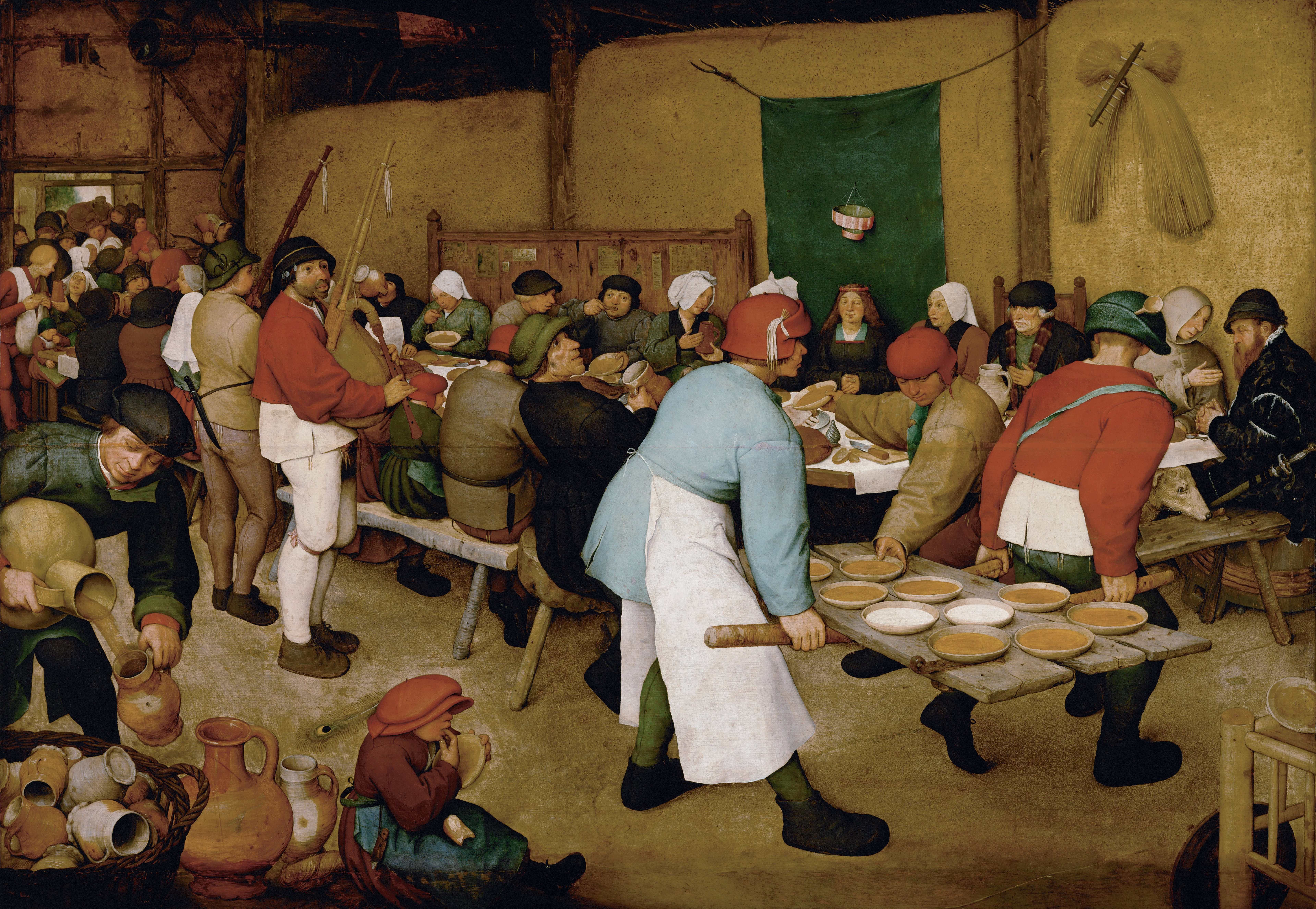
A Boda Camponesa (1567), de Pieter Bruegel, o Velho, mostra a preparação de vlaaien.

As vlaaien surgiram quando a região do Limburgo belga era ocupada por povos germânicos, que preparavam a receita em espécies de fornos rudimentares, feitos de pedra que era aquecida de maneira a assar o alimento. A massa, que não ficava inteiramente assada, era coberta com mel ou suco de frutas - dando origem a uma espécie de vlaai primitiva, que assumiu posição de alimento sacrificial, sendo preparada principalmente durante a Páscoa.
Registros históricos da abadia de Sint-Truiden apontam para o consumo da receita no século XII. Quando o então duque de Brabante, Godofredo I, sitiou a cidade em 1189, moradores da cidade ofereceram a ele um pudim feito a partir de uma receita antiga em uma tentativa de agradá-lo; o presente teria sido suficiente para que ele parasse o cerco e retirasse suas tropas da cidade.
A tradição na região do Limburgo se espalhou mais ainda durante o século XIV, quando ela passou a ser preparada em outras ocasiões especiais, como quermesses e aniversários.

## Características
Uma Limburgse vlaai precisa ser completamente assada, massa e recheio. A receita consiste em uma torta feita de uma base de massa plana, com bordas elevadas. Ela é geralmente recheada com frutas, como groselhas, cerejas, ameixas, maçã ou damasco, mas também pode ser recheada com pudim ou pudim de arroz. Esse recheio é, em geral, coberto com uma massa trançada ou com farelos.
As vlaaien utilizam uma massa fermentada; esse tipo é muito mais fofo e macio que o de uma torta normal, se assemelhando mais a uma massa comum de pão. Essa base é feita a partir de farinha, levedura, manteiga e ovos.

## Variantes

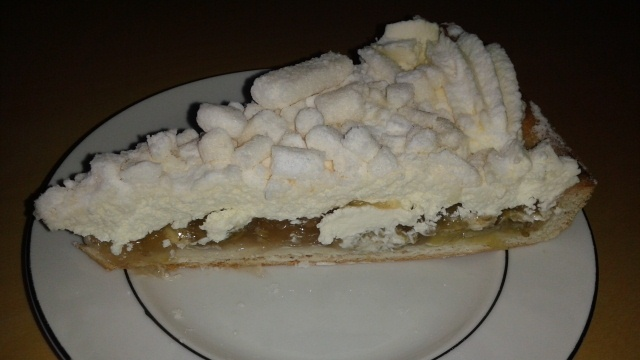
Krosjelevlaai, servida com merengue.

As receitas de Limburgse vlaaien geralmente levam o nome das frutas que as recheiam: uma Limburgse kersenvlaai é uma torta inteiramente assada recheada com cerejas (kersen), por exemplo.
Rijstevlaai é uma versão da torta que é recheada com um pudim de arroz doce. Essa versão é geralmente servida acompanhada de creme chantili e lascas de chocolate.
Krosjelevlaai, uma versão típica de Noorbeek, no extremo sul do Limburgo holandês, é feita a partir de groselhas. Ela é coberta com merengue.